# Pušća
Pušća es un municipio de Croacia en el condado de Zagreb.

## Geografía
Se encuentra a una altitud de 247 m s. n. m. a 69,4 km de la capital nacional, Zagreb.

## Demografía
En el censo 2011, el total de población del municipio fue de 2741 habitantes, distribuidos en las siguientes localidades:
- Bregovljana - 124
- Donja Pušća - 819
- Dubrava Pušćanska - 187
- Gornja Pušća - 611
- Hrebine - 385
- Hruševec Pušćanski - 248
- Marija Magdalena - 258
- Žlebec Pušćanski - 109